# Theodor von Pachmann
Prof. JUDr. Anton Theodor Adalbert rytíř von Pachmann (9. listopadu 1801 Hořetice – 11. února 1881 Vídeň) byl profesor práva a rektor olomoucké univerzity. Svými názory významně přispěl k odloučení církve od státu v Habsburské monarchii.

## Život
Pachmann navštěvoval gymnázium v Chomutově a poté započal v roce 1821 studia, nejprve na Filozofické a pak na Právnické fakultě Univerzity Karlovy. V roce 1828 byl promován doktorem obojího práva (pod profesorem Josefem Helfertem). Původně se chtěl věnovat advokacii, nicméně záhy se dal na akademickou kariéru. V roce 1832 začal suplovat na katedře římského a církevního práva Právnické fakulty Vídeňské univerzity, a o dva roky později nastoupil jako suplant na totožné katedře Právnické fakulty olomoucké univerzity. V roce 1836 se v Olomouci stal řádným profesorem, v letech 1841 a 1848 pak rektorem. Olomoucká univerzita byla významným centrem revoluce a národního obrození. Poté, co byl Pachmann 1. prosince 1848 zvolen rektorem, tak zamkl aulu, klíč uschoval a prohlásil, že aula bude nadále sloužit jen účelům, pro něž byla původně postavena.
V roce 1837 byl jmenován členem olomoucké arcibiskupské titulární konsistorní rady, v roce 1867 se pak stal vlivným členem vládní rady ve Vídni.
Od roku 1851 působil Pachmann jako profesor církevního práva na Právnické fakultě Vídeňské univerzity, v roce 1870 odešel do penze.
Pachmann byl důvěrníkem a právním poradcem mexického císaře Maxmiliána I., který mu také udělil vyznamenání Commandeurkreuz d. mexikan. Guadelupe-Ordens. Po roce 1850 výrazně ovlivnil utváření nových vztahů mezi katolickou církví a státem. V centru jeho vědecké práce je prakticky orientovaná učebnice církevního práva. Pachmann ve své práci spojil pozdně josefínské představy s konzervativním katolickým náhledem, a připravil tak půdu pro požadavek nezávislosti církve na státním právu. Současně také střežil svou nezávislost: v pozdních 60. letech bránil konkordát z roku 1855, ve své publikaci z roku pak 1871 útočil na teorii papežské neomylnosti.

## Výběr díla
- Die Verjährung nach dem allgemeinen bürgerlichen Rechte in Oestreich, 1833
- Kirchenverwaltung I, II., 1853
- Lehrbuch des Kirchenrechts mit Berücksichtigung der auf die kirchlichen Verhältnisse Bezug nehmenden österreichischen Gesetze und Verordnungen, 1853 (3. zcela přepracované vydání jako dvoudílné, 1863-65)
- Vorschule des römischen Rechtes, 1858
- Kirchenverwaltung im Spirituellen, 1865
- Kirchenverwaltung im Temporellen:Verwaltung des kirchl. Regierungsrecht ; Die Besorgung der Kirche nach Aussen, 1866
- Freimüthige Worte gegen die Concordats-Verlästerung, 1867
- Ein Ernstes Wort Zum Verständnitz Der Lehre Von Der Päpstlichen Unfehlbarkeit, 1871 (republikace 2010)